# Гонсалес, Альваро Рафаэль
А́льваро Рафаэ́ль Гонса́лес (исп. Álvaro Rafael González Luengo; род. 29 октября 1984[…], Монтевидео) — уругвайский футболист, полузащитник уругвайского клуба «Ла-Лус». Выступал за национальную сборную Уругвая.

## Биография
Альваро Гонсалес начал карьеру в 2003 году в клубе «Дефенсор Спортинг». За период с 2003 по 2007 год Гонсалес стал одним из лидеров команды, проведя только в чемпионате Уругвая свыше сотни матчей. Кроме того, Гонсалес провёл 14 матчей за «Дефенсор» в континентальных клубных турнирах (11 в Кубке Либертадорес, 3 — в Южноамериканском кубке), в которых отметился одним забитым голом.
В середине 2007 года Альваро Гонсалес перешёл в состав действующего на тот момент победителя Кубка Либертадорес — «Боку Хуниорс».
В 2009 году Гонсалес перешёл в «Насьональ», за который болел с детства.
Альваро Гонсалес дебютировал за сборную Уругвая 24 мая 2006 года в товарищеском матче против Румынии (2:0). В 2006 и 2007 гг. он сыграл по три матча за сборную, в 2008 году — четыре. Однако после гостевой ничьей в Боливии (2:2) 14 октября 2008 года Гонсалес не играл за сборную более года. Вновь игрок был вызван Вашингтоном Табаресом в расположение сборной перед стыковыми матчами ЧМ-2010 против Коста-Рики 14 и 18 ноября 2009 года. Гонсалес провёл весь первый матч в Сан-Хосе, закончившийся победой уругвайцев 1:0.

## Достижения
- Чемпион Аргентины: Апертура 2008
- Обладатель Кубка Италии: 2013
- Обладатель Рекопы: 2008
- Обладатель Кубка Америки: 2011